# Frayles de Guasave
Los Frayles de Guasave es un equipo que participa en el Circuito de Baloncesto de la Costa del Pacífico y que también participa en el Circuito de Baloncesto del Pacífico, con sede en Guasave, Sinaloa, México.

## Historia
Con el propósito de fomentar el deporte ráfaga en el municipio de Guasave y así pertenecer al “CIBACOPA”. El club de "Los Frayles de Guasave" fue fundado el 2001 por Carlos Antonio Saracho, Noel Leyva y Fernando Ahumada Cervantes.  Donde se presentaron por primera vez, en la última posición de la tabla general de ese año.
Su coach fue Arturo Gaxiola Romero, quien se mantuvo en el torneo 2001- 2002.
En el 2003, Gaxiola pasó a formar parte de la directiva como gerente del Club.
Posteriormente, con la llegada del argentino Alejandro Hassbani para tomar la batuta del equipo durante el torneo del 2003-2004; se reclutaron jugadores como los norteamericanos Samuel Leon Bowie, Tayrone McDaniel, el mexicano Felipe Sánchez así como el guasavense, Alonso “Ubari” Izaguirre.
Ese mismo año, bajo la dirección de Hassabani; obtuvieron el triunfo del campeonato derrotando a los Trigueros de Ciudad Obregón.
En el 2005, la directiva decidió cambiar de entrenador colocando a Marcelo Elusich. Donde el equipo, tras obtener el tercer lugar, perdió su pase a la final.
Para el 2006, con Marcelo Elusich bajo el mando del equipo, integró a los jugadores norteamericanos Samuel León Bowie, Larry Taylor y el nacional Jorge Rochin, logrando el pase a la final.
Tras un controversial séptimo juego, finalmente, los Frayles lograron quedarse con la victoria de la Copa ante los Mineros de Cananea.
En el 2007, la situación para el equipo se tornó complicada; ya que en la semifinal ante los Caballeros de Culiacán, la defensa James Moore resultó lesionado quedando fuera. Aun así, obtuvieron el tercer lugar.
Para el 2008, el equipo continuó con Elusich y la misma administración. Ahora los Frayles, liderados por los norteamericanos Nakiea Millar, Gregory Plumer, William Funn y el mexicano Alonso Izaguirre, llegaron a finales contra los Lobos de Mazatlán, obteniendo un subcampeonato.
En el 2009, los Frayles de Guasave fueron eliminados en semifinales por los Caballeros de Culiácan, quedando con pretensiones de volver a la final por segundo año consecutivo.
El equipo ganador de dos campeonatos, cuenta con un estadio ubicado en el municipio de Guasave, nombrado "Luis Estrada Medina" con capacidad para 1,650 personas.
En octubre de 2018 la franquicia anunció que dejaba el CIBACOPA por problemas económicos.

### Salida de los Frayles
El 2015 se dio a conocer que el Cub Frayles de Guasave entraría en un año de inactividad por problemas económicos.
Sin embargo, el presidente municipal de la zona, Armando Leyson Castro, anunció en medios de comunicación, apoyo económico al equipo con el fin de evitar la salida del deportivo en el Circuito de Baloncesto de la Copa del Pacífico (CIBACOPA).

### Regreso de Frayles
Después de 5 años desaparecido, la franquicia de Frayles volvió a la actividad deportiva, está vez en el Circuito de Baloncesto del Pacífico, liga en la cual debutará en la temporada 2023.

### Campeonatos
Fueron campeones en las ediciones del CIBACOPA 2004 y CIBACOPA 2006, imponiéndose en la edición 2004 a los Trigueros de Ciudad Obregón; para la edición 2006 ganaron el campeonato en contra de los Mineros de Cananea.

### Desaparición y Regreso
La temporada del CIBACOPA 2018 fue la última de Frayles en el histórico circuito.
Sin embargo, el club reapareció en el año 2023 pero en el Circuito de Baloncesto del Pacífico (CIBAPAC). En su temporada debut logró el subcampeonato, perdiendo la serie final 0-3 contra los Carrilleros de Chihuahua.
Mientras se desarrollaba la serie final, se anunció su regreso al Circuito de Baloncesto de la Costa del Pacífico para la temporada 2024.

## Roster
| Frayles de Guasave Temporada 2025 |    |                           |                                             |
| C U E R P O T É C N I C O         |    |                           |                                             |
| Entrenador                        |    | Bandera de Estados Unidos | James Penny Jr. (Baja)                      |
| Entrenador                        |    | Bandera de México         | Enrique Alejandro Zúñiga Castro             |
| Asistente                         |    | Bandera de México         | Hugo Samuel Morales Contreras               |
| Asistente                         |    | Bandera de España         | Francisco Morales Contreras                 |
| J U G A D O R E S                 |    |                           |                                             |
| Alero                             | 0  | Bandera de Estados Unidos | Davaunta Latra´e Thomas (Baja)              |
| Alero                             | 1  | Bandera de Estados Unidos | Kahlil Jamari Whitney (Baja)                |
| Alero                             | 2  | Bandera de Estados Unidos | Tyrone Latrelle Jones                       |
| Alero                             | 5  | Bandera de Estados Unidos | Gregory Robert Malinowski (Baja)            |
| Escolta                           | 6  | Bandera de México         | Iván Cruz Mora                              |
| Alero                             | 9  | Bandera de México         | Daniel Antonio Trasviña Martínez (Inactivo) |
| Alero                             | 12 | Bandera de Estados Unidos | Antonio Tre'von Singleton (Baja)            |
| Escolta                           | 13 | Bandera de Estados Unidos | Devin Earl Gage (Baja)                      |
| Base                              | 13 | Bandera de Estados Unidos | Dennis Anthony Flowers III (Baja)           |
| Base                              | 13 | Bandera de Estados Unidos | Cameron Michael Campbell                    |
| Ala-pívot                         | 15 | Bandera de Estados Unidos | Mario Jaquan Kegler (Baja)                  |
| Base                              | 15 | Bandera de México         | Carlos Ramsés Suárez Rodríguez (Baja)       |
| Pívot                             | 15 | Bandera de México         | Leonel Ricardo Medina López                 |
| Ala-pívot                         | 18 | Bandera de México         | Raúl Olea Jiménez                           |
| Ala-pívot                         | 22 | Bandera de Estados Unidos | Anthony James Peacock                       |
| Base                              | 25 | Bandera de Estados Unidos | Marcus Leon Wallace II (Baja)               |
| Ala-pívot                         | 25 | Bandera de Estados Unidos | Brandon Angelo Porter                       |
| Base                              | 28 | Bandera de Estados Unidos | Joseph Rubén Soto Rivera                    |
| Pívot                             | 33 | Bandera de Nigeria        | Olisa Blaise Akonobi (Baja)                 |
| Pívot                             | 33 | Bandera de Estados Unidos | Seth Elliott Pinkney                        |
| Pívot                             | 34 | Bandera de Estados Unidos | Roderick James Smith (Baja)                 |
| = Capitán                         |    |                           |                                             |

 =  Cuenta con nacionalidad mexicana. 